# Ainsworth (Nebraska)
Ainsworth ist eine US-amerikanische Kleinstadt im Brown County, Nebraska. Zum Stichtag des United States Census 2010 lebten in Ainsworth 1728 Menschen. Es ist der Sitz der Countyverwaltung (County Seat) des Brown Countys.
Die Fläche beträgt 2,6 km² Land. Ainsworth wird vom Ainsworth Regional Airport angebunden.

## Geschichte
Ainsworth wurde 1883 besiedelt, als eine Eisenbahnstrecke bis dorthin verlängert worden war. Die Stadt wurde im Dezember 1883 inkorporiert. Benannt wurde sie nach James E. Ainsworth, einem Eisenbahningenieur, der sich für den Bau der Eisenbahnstrecke verantwortlich zeichnete.

## Söhne und Töchter der Stadt
- Marvel Rea (1901–1937), Schauspielerin